# Nesidiochernes carolinensis
Nesidiochernes carolinensis är en spindeldjursart som beskrevs av Beier 1957. Nesidiochernes carolinensis ingår i släktet Nesidiochernes och familjen blindklokrypare.

## Underarter
Arten delas in i följande underarter:
- N. c. carolinensis
- N. c. dybasi